# Педдаст
Пе́ддаст (нем. Peddast, Пя́дасте, эст. Pädaste mõis) — рыцарская мыза (имение) в уезде Сааремаа, Эстония. Согласно историческому административному делению мыза Пядасте относилась к приходу Муху. В годы Российской империи находилась на территории Лифляндской губернии и относилась к Моонскому приходу.

## История мызы
Самые ранние упоминания о мызе Педдаст относятся к 1566 году. В тот год Йоганну Кнорру (Кноррингу) за заслуги перед датским государством королём Фредериком II в числе прочих земель были пожалованы несколько хуторов деревни Педдаст на острове Муху. Отсюда получила своё начало основанная на этих землях мыза Педдаст, владельцами которой были почти все представители известных дворянских семейств Сааремаа (прибалтийские немцы Кнорринги, Розены, Фитингхофы, Адеркасы, Буксгевдены, Штакельберги, Боки). В конце XVII столетия на мызе стоял деревянный господский дом с хозяйственными постройками и рос большой фруктовый сад.
В 1768 году мыза отошла во владение Адеркасов, и довольно скоро — Буксгевденов. Во времена последних, в 1870–1880-х годах, центр мызы был выполнен в более представительном виде: вместо деревянного дома выстроен каменный особняк, по краям парадной площади возведены стильные хозяйственные постройки из бутового камня и доломита: двухэтажный амбар, сыроварня, кузница, каретник-конюшня и др.

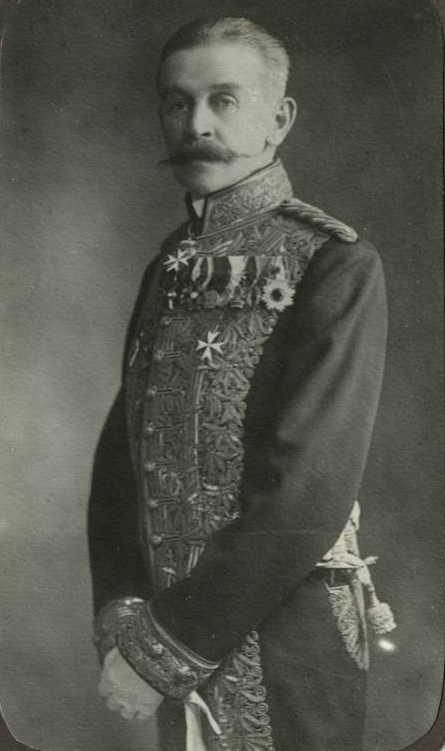
Александр фон Буксгевден

На военно-топографических картах Российской империи (1846–1863 годы), в состав которой входила Лифляндская губерния, мыза обозначена как Педдастъ.
Последним владельцем мызы был статский советник, почётный мировой судья, барон Аксель (Александр) фон Буксгевден (Axel Peter Eduard von Buxhoeveden, 1856–1919). Назначенный царём местным егермейстером, к концу XIX столетия он на этой должности завоевал большое влияние. Вместе со своей супругой Шарлоттой, в девичестве Сименс (1858–1926, дочь Карла Генриха фон Сименса, генерального директора компании Siemens & Halske) барон Буксгевден принёс на тихий остров Муху известность и блеск. Летом на мызе проводились вечера, посвящённые искусству и музыке, и на них прибывали гости даже из Санкт-Петербурга. Барон очень интересовался озеленением и благоустройством мызы и привёз из своих частых поездок за границу редкие виды растений и деревьев; некоторые из них до сих пор украшают мызный парк. Будучи в 1906 году избранным предводителем Эзельского дворянства (Эзельского рыцарства), Аксель фон Буксгевден также восстановил обветшавший замок Аренсбург как его будущую резиденцию. В феврале 1919 года по пути из мызы Педдаст на материк барон был убит участниками Сааремааского восстания, направленного как против остзейского дворянства и иностранных интервентов, так и против представителей эстонской власти. На следующий день Шарлотта фон Сименс бежала в Бранденбург.
В ходе земельной реформы 1919 года мыза была национализирована. В 1934 году в господском доме размещался управляющий Хозяйством специального назначения, в 1946–1947 годах оно использовалось советскими военными, затем в нём располагалась контора рыбоводческого хозяйства. С 1951 по 1986 год в здании работал дом инвалидов.
После восстановления независимости Эстонии, в 1996 году, мыза перешла в частные руки. Арендатором мызы стал (в то время 26-летний) Имре Сооээр (Imre Sooäär), выходец из мухуской деревни Соонда. Ранее он работал журналистом на эстонском радио в Торонто и в Канаде имеет свою компанию, производящую рекламу и документальное кино. Он сразу приступил к восстановлению мызы. Мыза была реновирована практически в полном объёме, став популярным местом проведения досуга на Мухумаа. Для нужд открывшихся на мызе гостиницы класса люкс и ресторана «Alexander» было  восстановлено множество вспомогательных мызных зданий и приведены в порядок окрестности. В 2023 году ресторану было присвоено престижное место в списке «Гид Мишлен 2023». В 2021—2024 годах ресторан «Александр» сохранил свое место среди 1000 лучших ресторанов мира по версии «Ла Листе». Весной 2024 года на мызе работали 22 человека.

## Главное здание

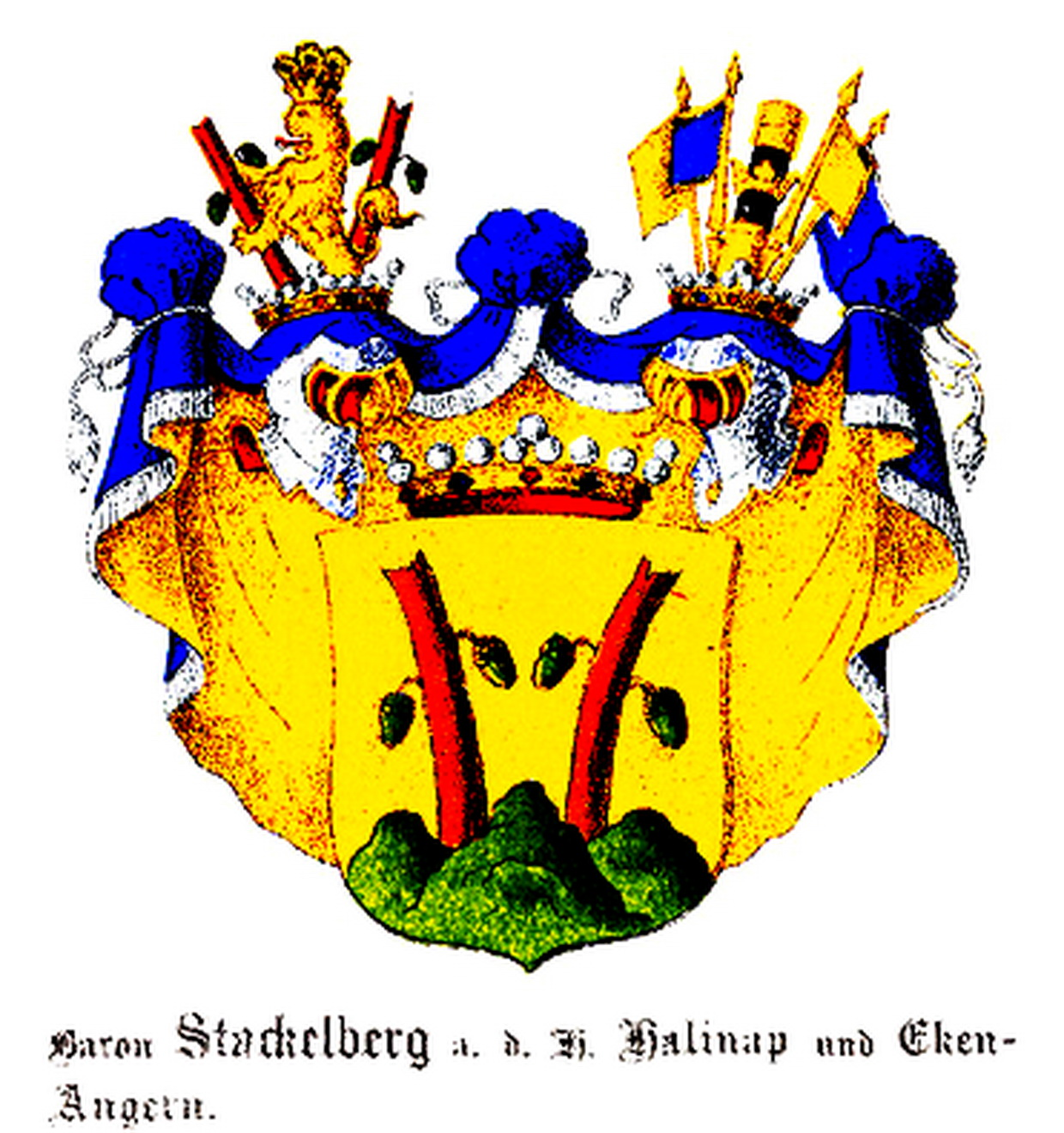
Герб Штакельбергов

Главное здание мызы в стиле неоготики построено в 1875 году. Является единственным сохранившимся на острове Муху господским домом мызного ансамбля. Имеет характерное для классицизма симметричное строение, в отдельных деталях — стиль Тюдоров. В центральной части здание двухэтажное, с двускатной крышей, в крыльях — одноэтажное, с вальмовыми крышами. Центральные ризалиты на переднем и заднем фасадах и края здания имеют ступенчатые фронтоны. Сток крыши выделяется фризом, напоминающим машикули. На переднем фронтоне — родовой герб фон Штакельбергов, выполненный из доломита; парные окна имеют длинные карнизы. В вестибюле здания ажурная обрамлённая деревянная перегородка, в комнатах с анфиладным расположением кафельные печи и камины в стиле историзма.
Мызу делает особо привлекательной близость к морю: длинная парадная площадь перед главным зданием заканчивается воротами, выходящими к живописному морскому побережью.

## Мызный комплекс

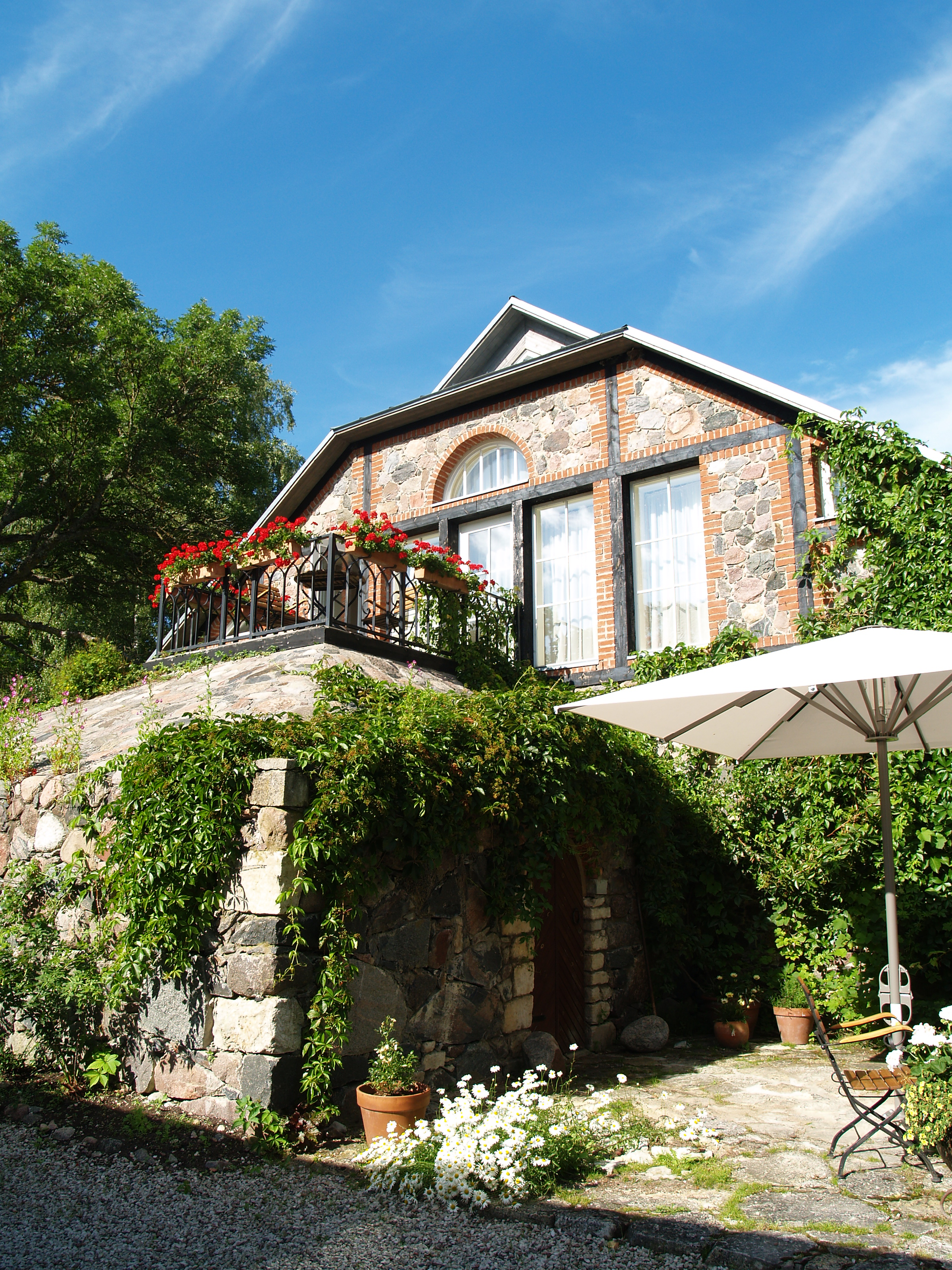
Каретник-конюшня, вид сбоку

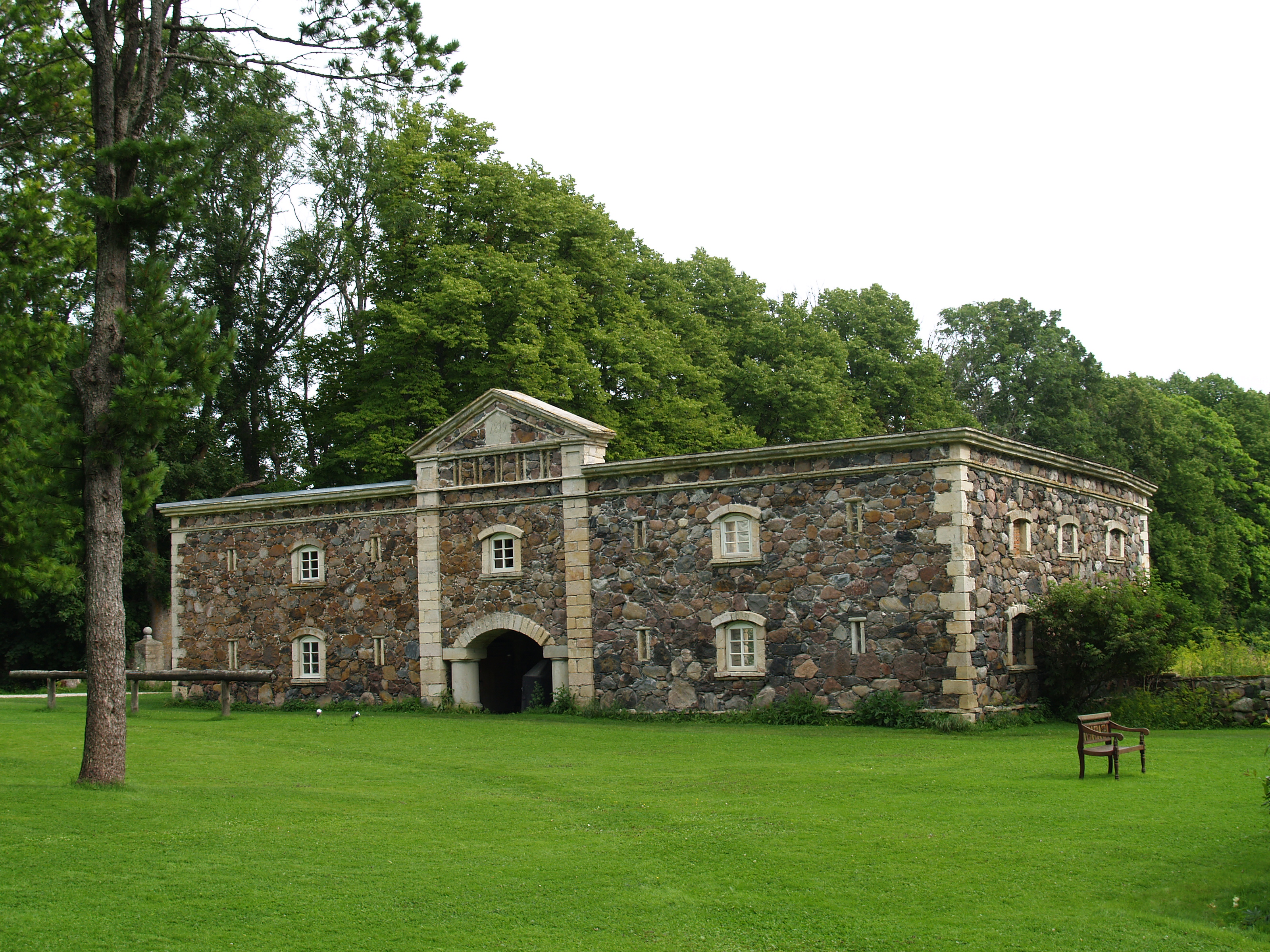
Амбар

В Государственный регистр памятников культуры Эстонии как архитектурные памятники внесены девять объектов мызного комплекса:
- главное здание, при инспектировании 5 сентября 2022 года находилось в удовлетворительном состоянии[2];
- парк, нынешняя перепланировка относится к 1875 году. Перед главным зданием растут рядами ясени, клёны, у каменной ограды — несколько вязов. К огороженному ближнем парку прилегает лесопарк площадью около 2,3 гектара. В дендрологическом отношении парк небогатый (35 таксонов). При инспектировании 5 сентября 2022 года находился в хорошем состоянии[9];
- каретник-конюшня, построена в конце 19-го столетия. Одинарное, длинное, декоративно расчленённое неоштукатуренное здание из бутового камня с высокой вальмовой крышей. Передний фасад решён в виде пяти высоких арок, опирающихся на квадратные колонны. Углы здания и арки выделены отёсанными доломитными камнями. В центре раньше находился каретник. В ходе последней перестройки были добавлены кровельные конструкции, здание приспособлено для приёма туристов. При инспектировании 16 сентября 2010 года находилось в хорошем состоянии[10];
- сыроварня, построена в последней четверти 19-го столетия из бутового камня. В ходе последней перестройки к стороне, выходящей к морю, пристроена терраса; при инспектировании 5 сентября 2022 года состояние признано хорошим[11];
- амбар, построен в 1879 году. Двухэтажное, декоративно расчленённое здание из бутового камня. Под кровлей широкий карниз. Центральная часть выступает в виде ризалита, выложенного доломитовыми камнями. Слегка закруглённая и невысокая притолока из доломитовых блоков, оформляющая вход в здание, опирается на две небольшие колонны с тяжёлыми плитами наверху. Выполненный в классическом стиле ризалит завершается имитирующим каркас горизонтальным карнизом и треугольным фронтоном с камнем, на котором вырезана дата строительства. Закруглённые сверху окна выделены доломитовыми камнями. При инспектировании 27 июня 2023 года его состояние было плохим[12];
- кузница, построена в 1886 году. Маленькое одинарное здание из бутового камня. Углы декорированы блоками из доломита. Сохранились остатки печной трубы. При инспектировании 2 сентября 2014 года находилась в хорошем состоянии[13];
- столярная мастерская, построена в 1886 году в том же стиле, что и кузница. На переднем фасаде эмблема с изображением рубанка, пилы, долота и сверла. Летом у здания, на земле, плотно покрытой плитами из плитняка, открывается уличное кафе. При инспектировании 2 сентября 2014 года состояние мастерской было удовлетворительным[14];
- погреб, построен в последней четверти XIX столетия. Надземное строение, имеет два входа и два между собой не соединённых арочных подвальных помещения. Сверху плакировано. При инспектировании 2 сентября 2014 года состояние оценивалось как хорошее[15];
- мызная ограда, возведена в конце XIX столетия из бутового камня. Имеет трое ворот с доломитовыми столбами. Окружает весь мызный ансамбль и парк. При инспектировании 16 сентября 2010 года состояние было оценено как хорошее[16].

## Галерея

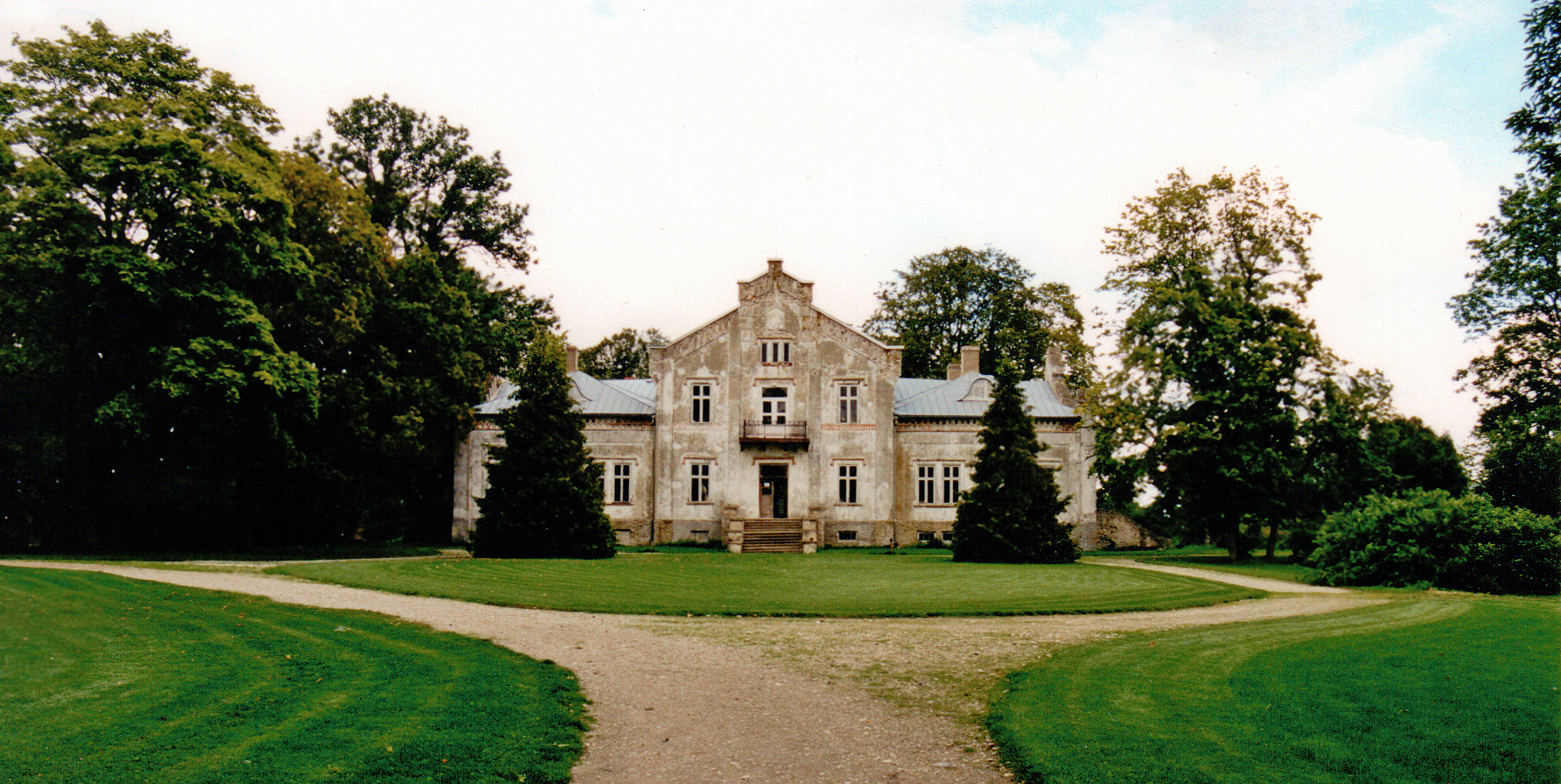
Главное здание мызы до реставрации, 2000 год
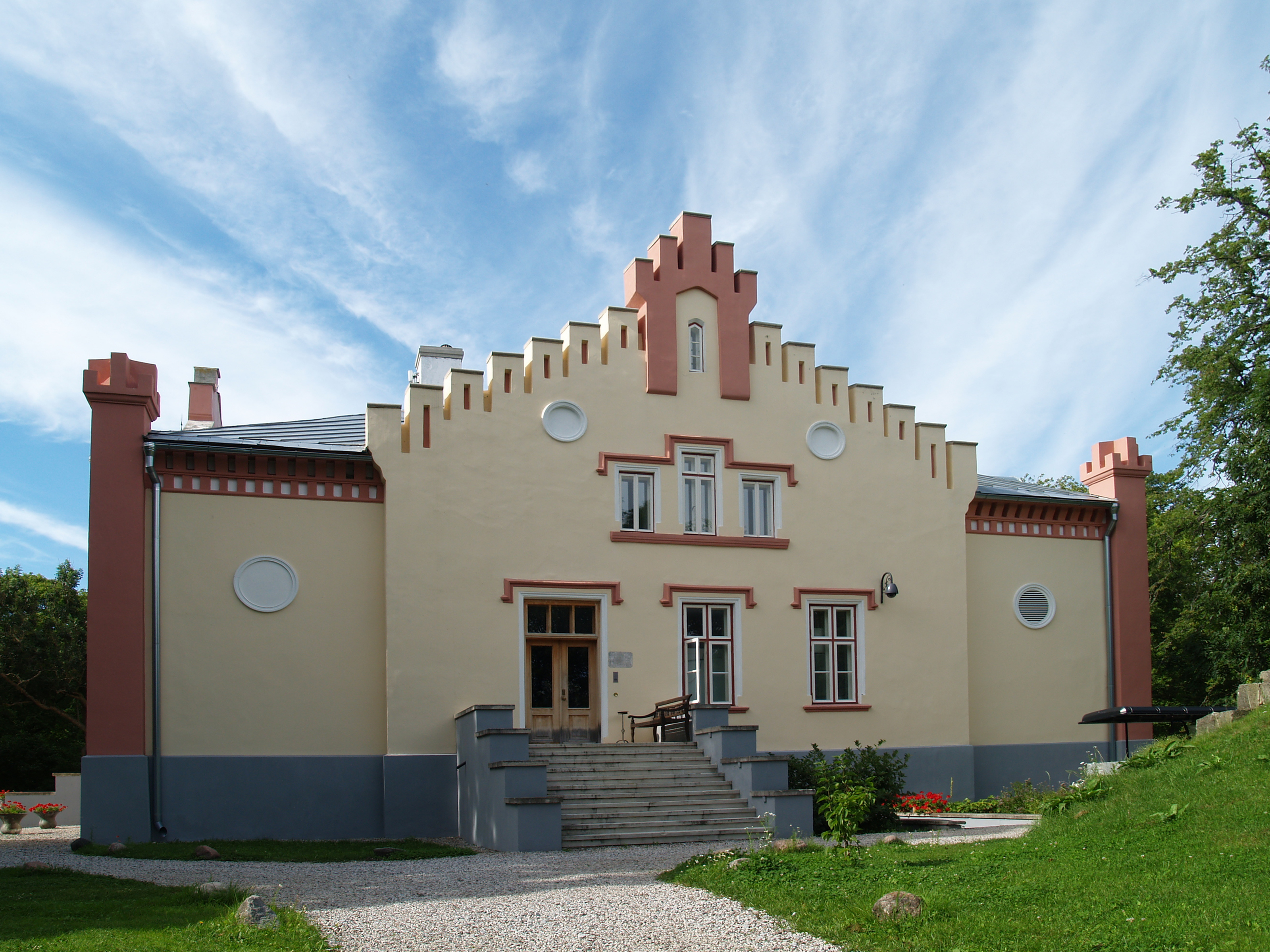
Боковой фасад главного здания, 2012 год
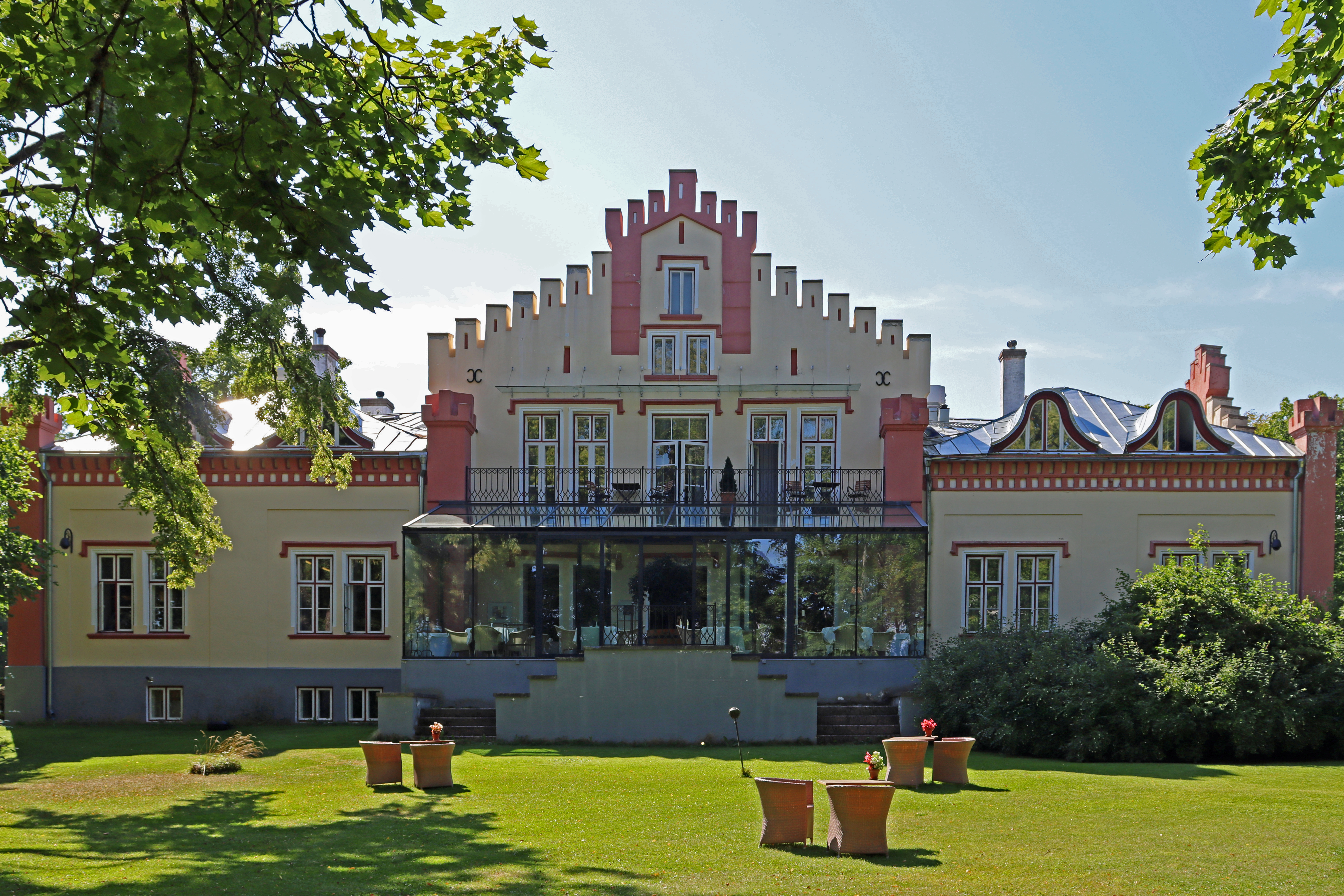
Задний фасад главного здания, 2021 год
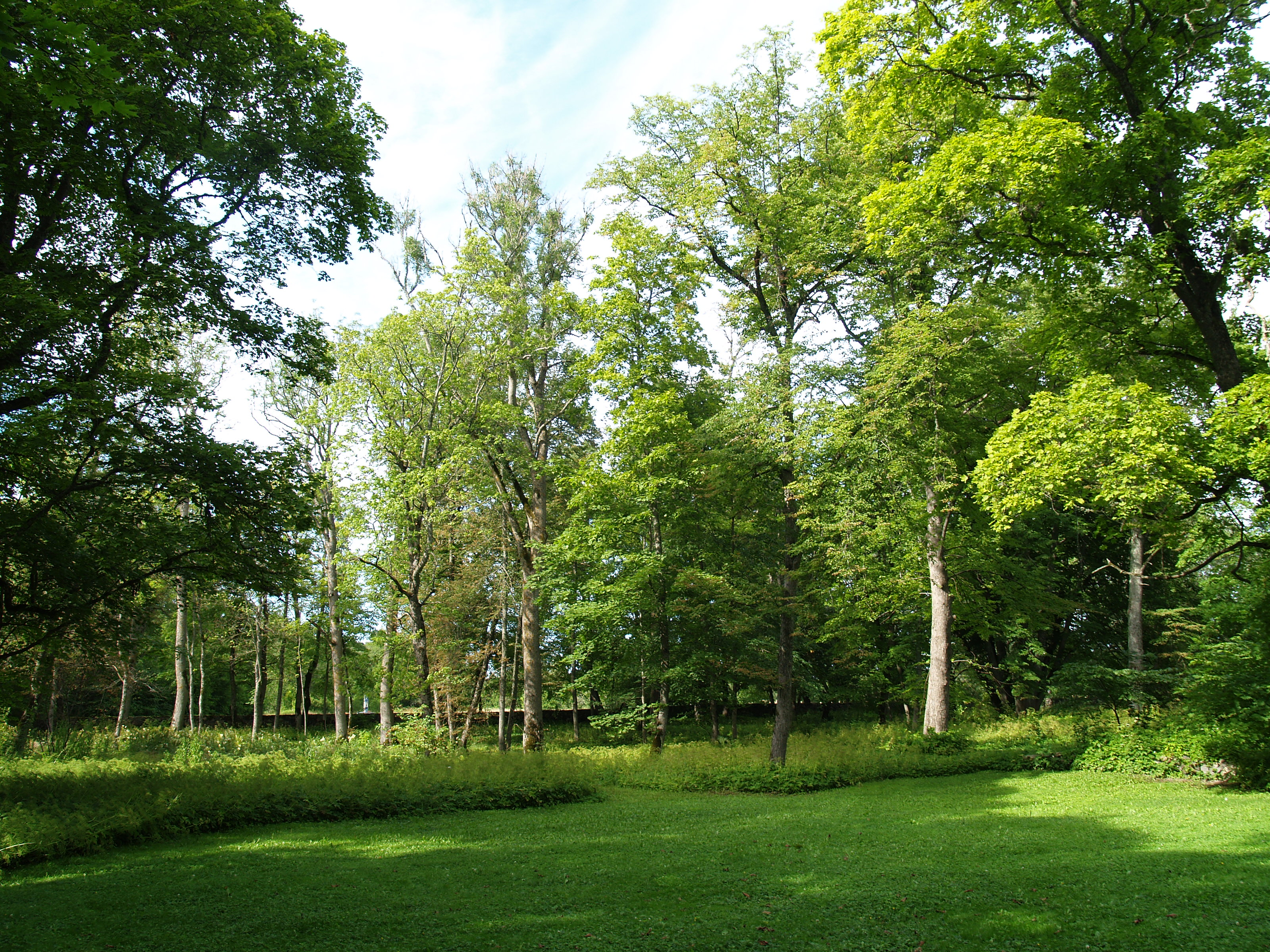
Мызный парк
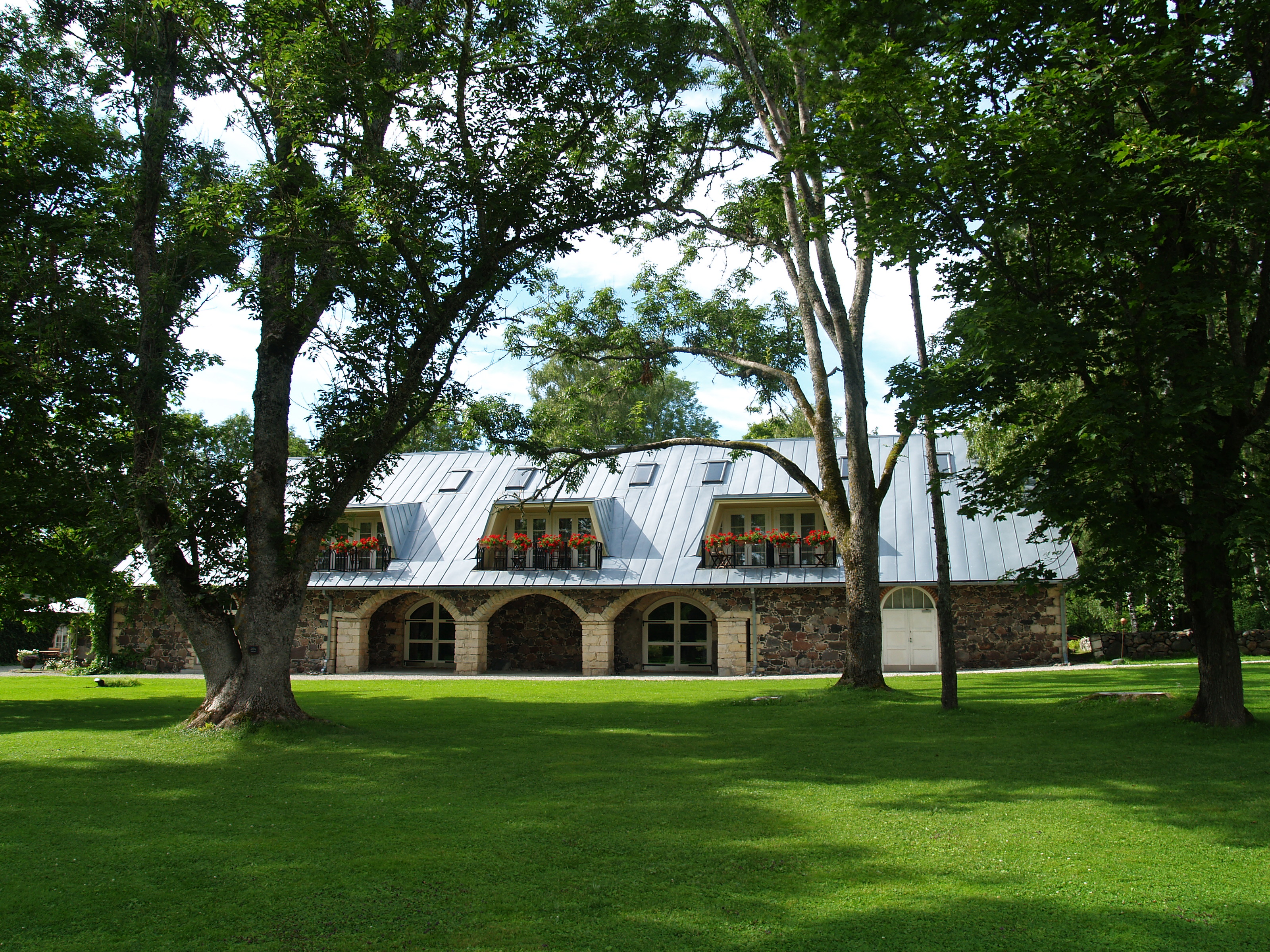
Каретник-конюшня, 2012 год
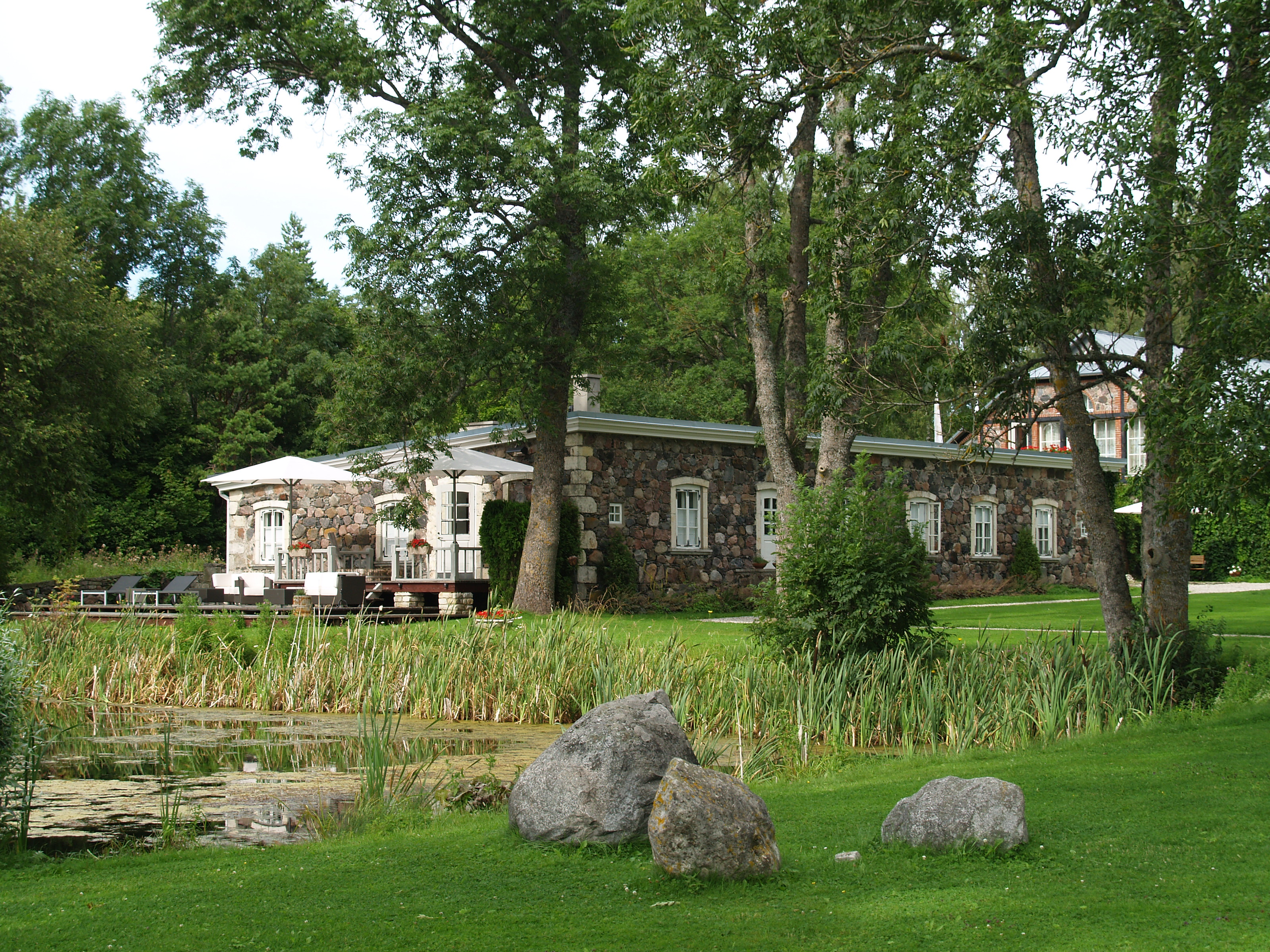
Сыроварня, 2012 год
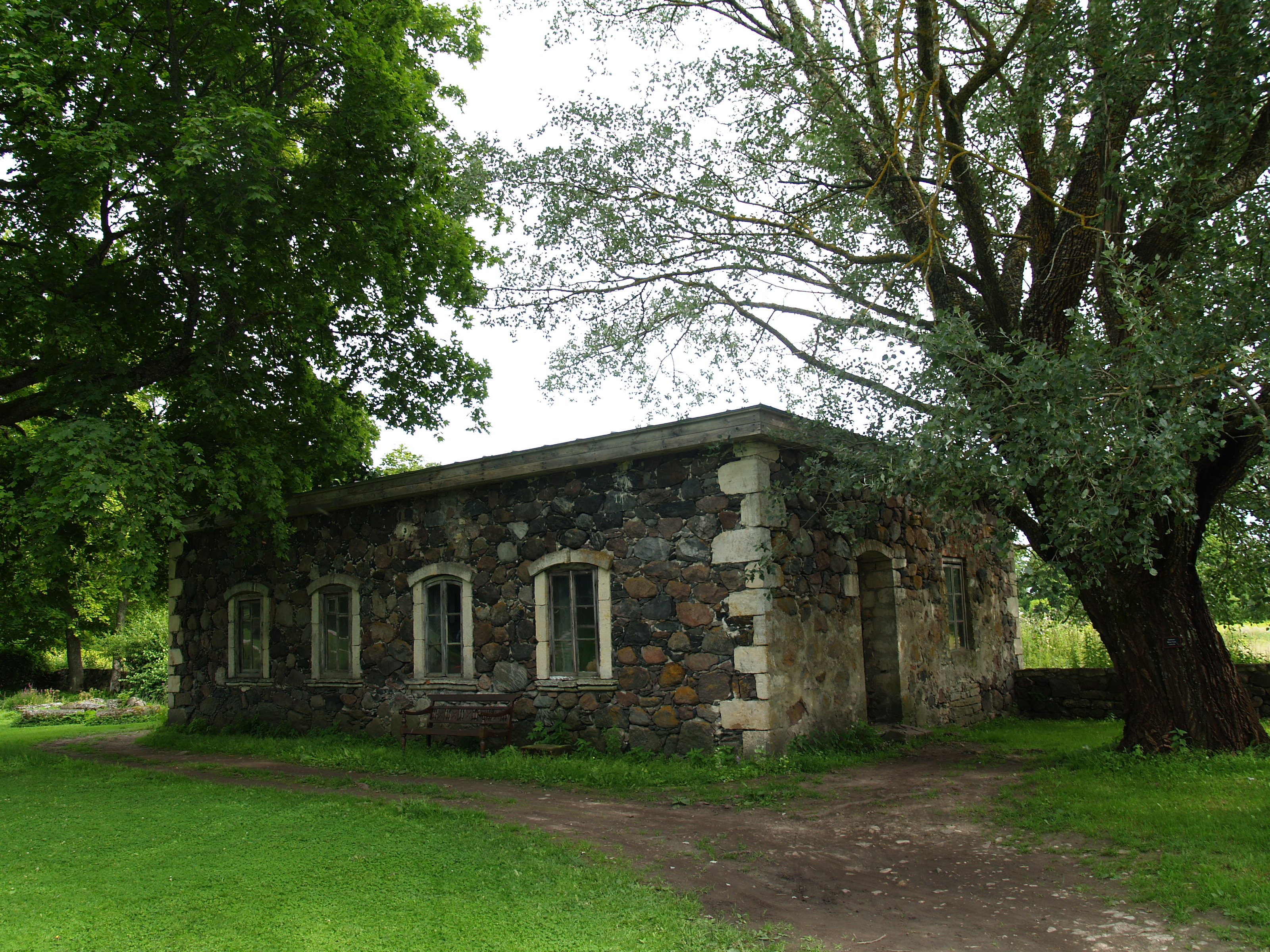
Кузница, 2012 год
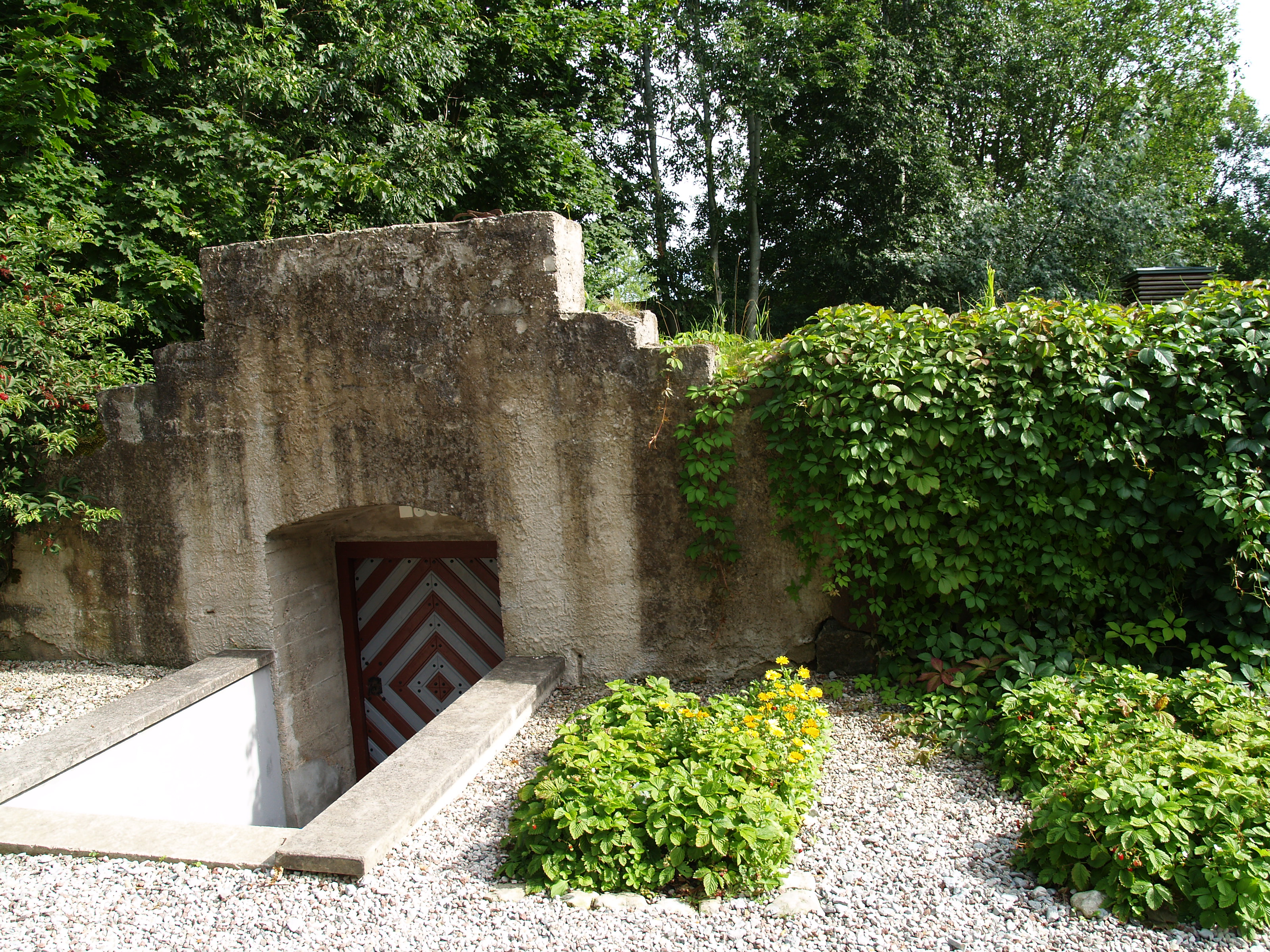
Погреб, 2012 год
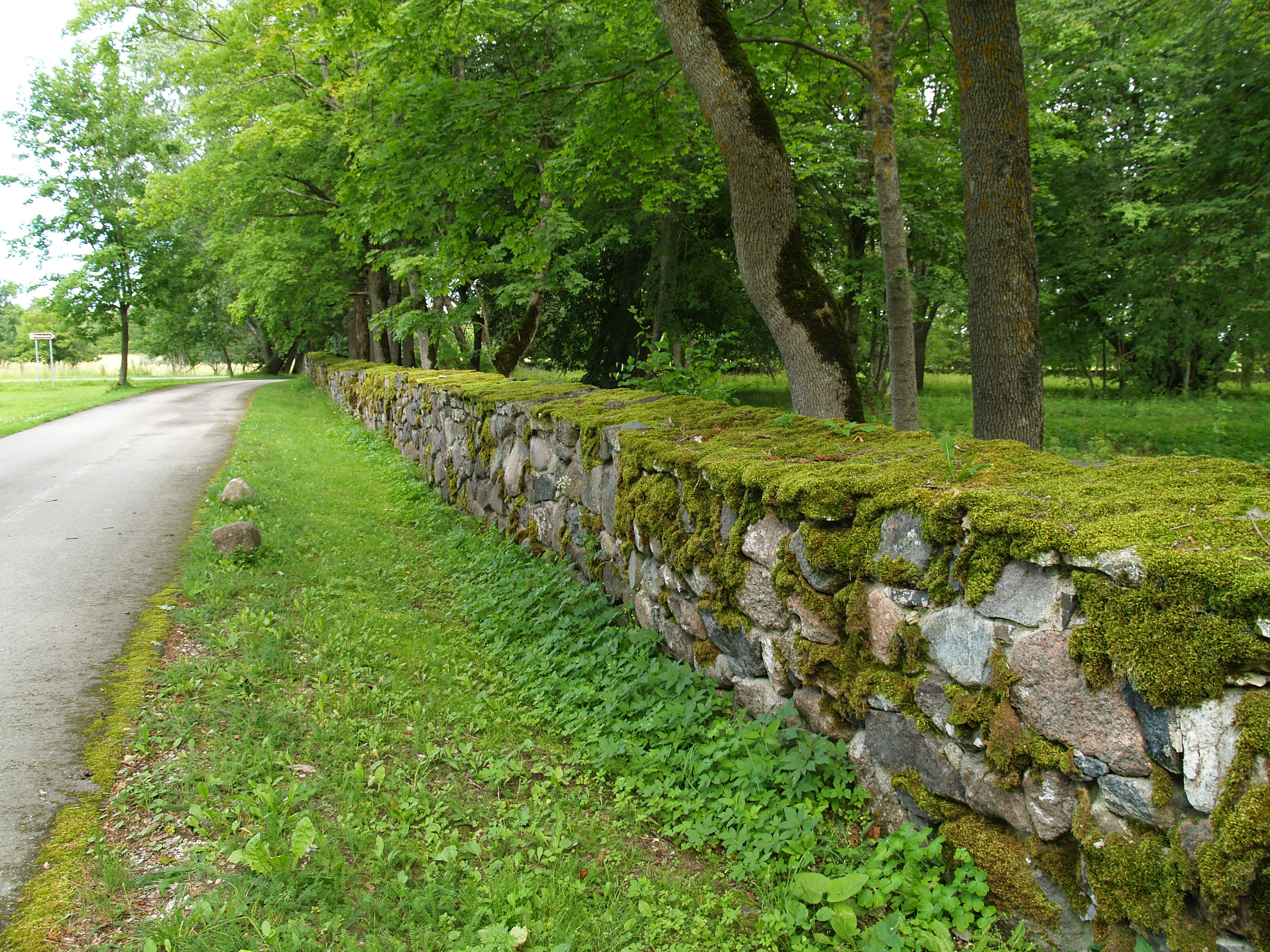
Мызная ограда